# AB Flygindustri
AB Flygindustri (Aktie Bolaget Flygindustri) – szwedzkie przedsiębiorstwo, z siedzibą w Limhamn – dzielnicy Malmö, wytwarzające samoloty na licencji niemieckiej firmy Junkers, będące faktycznie jej szwedzką filią. Istniało w latach 1924–1935 w formie spółki akcyjnej.

## Historia
Pomysł powołania spółki – córki w Szwecji narodził się z powodu ograniczeń w budowie samolotów, nałożonych na Niemcy mocą traktatu wersalskiego. Hugo Junkers nie chcąc tracić klientów, a jednocześnie by móc rozwijać swoje przedsiębiorstwo po zakończeniu I wojny światowej postanowił przenieść część produkcji za granicę.
Wybór padł na Szwecję, ponieważ na tamtejszym rynku działali bracia Carl i Florian Forman. Posiadali oni niewielkie linie lotnicze AB Aerotransport, które korzystały z maszyn Junkersa. Dlatego też Hugo Junkers zaproponował im powołanie spółki – córki, aby móc obejść zakazy nałożone przez Traktat wersalski, a jednocześnie korzystać z przychylności władz Szwecji i umiejętności tamtejszych robotników. Pomimo iż zgodnie ze szwedzkim prawem przedsiębiorstwo Hugo Junkersa – Junkers Flugzeugwerk AG, będąc podmiotem zagranicznym, nie mogło posiadać więcej jak 50% akcji, to i tak kontrolowało większościowy pakiet akcji za pośrednictwem swoich szwedzkich partnerów – braci Forman. Za miejsce produkcji wybrano tereny dawnej stoczni w Limhamn k. Malmö.
Początkowo większa część produkcji odbywała się w Niemczech, w Dessau. Montaż końcowy natomiast w Szwecji. Tam też montowano mocniejsze silniki i np. uzbrojenie. Ponadto część maszyn cywilnych mogła być używana na terenie Republiki Weimarskiej, będąc formalnie zarejestrowana poza granicami Niemiec. W 1925 roku zatrudniano już ok. 460 pracowników. Z czasem w Limhamn budowano własne serie samolotów, które w Niemczech w ogóle nie były montowane.
Utrzymywanie spółki stało się dla koncernu Junkers zbędne po dojściu Hitlera do władzy. Dlatego też zakład w Limhamn zamknięto w czerwcu 1935 roku.
Łącznie firma AB Flygindustri wytwarzała modele:
- Junkers F 13
- Junkers A 20[1]
- Junkers G 23
- Junkers G 24
- Junkers A 25
- Junkers K 30
- Junkers A 32
- Junkers W 33
- Junkers W 34
- Junkers A 35
- Junkers S 36
- Junkers K 37
- Junkers K 39
- Junkers R 42
- Junkers K 43
- Junkers K 47
- Junkers A 48
- Junkers A 50
- Junkers K 53
- Junkers Ju 52/1m
- Junkers Ju 52